# やはぎ型巡視船
やはぎ型巡視船（やはぎがたじゅんしせん、英語: Yahagi-class patrol vessel）は、海上保安庁が運用していた巡視船の船級。分類上はPS型（1968年にPMに種別変更）、公称船型は改350トン型。

## 来歴
海上保安庁では、創設直後に整備されたPSである270トン型について、荒天時の動揺が問題となっていた。このため、昭和29年度計画で建造された「てしお」では横揺れ周期の延長によって是正を図ったが、期待したほどの効果を得られなかった。このことから、別のアプローチでの横揺性能改善を図り、昭和30年度計画より建造を開始したのが本型である。

## 設計
本型では、横メタセンタ高さ（GM値）は従前どおりに戻される一方、船体横断面の湾曲部曲率を小さくすることで横揺れに対する抵抗を大きくしたうえ、船幅も大きくした。これにより、横揺れは相当に軽減された。また、重心降下のために「てしお」で復活した木甲板は再度廃止され、それに代わって「デックス・オ・テックス」による塗装が行われた。3 - 6番船は北方配備が予定されていたことから、水線付近の外板を全長にわたって本格的耐氷外板（船首尾部は14mm、中央部で8mm）としたほか、居住区防滴対策として天井及び側壁にポリスチロール発泡体を、床面にはバーミック・ビチュメントを施行した。
主機関はとかち型以来の、池貝鉄工製6MSB31Sディーゼルエンジンが踏襲された。なお、機関区画については従来は主機室・補機室の2区画式であったのに対し、本型では保守の便を考え、両者を統合した1区画式に改めた。
兵装としては、従来のPSと同様に60口径40mm単装機関砲を予定したが、実際には供給不足のために20mm単装機銃を搭載していた。

## 同型船一覧
| 計画年度                   | #             | 船名                                 | 建造所     | 竣工 | 解役                         |
| -------------------------- | ------------- | ------------------------------------ | ---------- | --- | ---------------------------- |
| 昭和30年                   | PS-54 → PM-54 | やはぎ                               | 新潟鐵工所 | 1956年 （昭和31年） 7月31日 | 1982年 （昭和57年） 1月18日  |
| 昭和31年                   | PS-55 → PM-55 | すみだ                               | 新潟鐵工所 | 1957年 （昭和32年） 6月30日 | 1983年 （昭和58年） 2月10日  |
| 昭和32年                   | PS-56 → PM-56 | ちとせ                               | 新潟鐵工所 | 1958年 （昭和33年） 4月30日 | 1983年 （昭和58年） 2月15日  |
| 昭和33年                   | PS-57 → PM-57 | そらち                               | 新潟鐵工所 | 1959年 （昭和34年） 3月31日 | 1984年 （昭和59年） 8月2日   |
| 昭和34年                   | PS-58 → PM-58 | ゆうばり                             | 新潟鐵工所 | 1960年 （昭和35年） 3月15日 | 1985年 （昭和60年） 10月29日 |
| 昭和35年                   | PS-59 → PM-59 | ほろない                             | 新潟鐵工所 | 1961年 （昭和36年） 2月4日 | 1986年 （昭和61年） 10月23日 |
| 琉球警察 救難艇として 建造 | PM-69         | おきなわ → みささ（1988年4月1日 - ） | 臼杵鉄工所 | 1970年 （昭和45年） 10月1日1971年 （昭和46年） 9月25日 （琉球海上保安庁へ編入）1972年 （昭和47年） 5月15日 （海上保安庁へ編入） | 2000年 （平成12年） 5月18日  |